# Brněnské pověsti

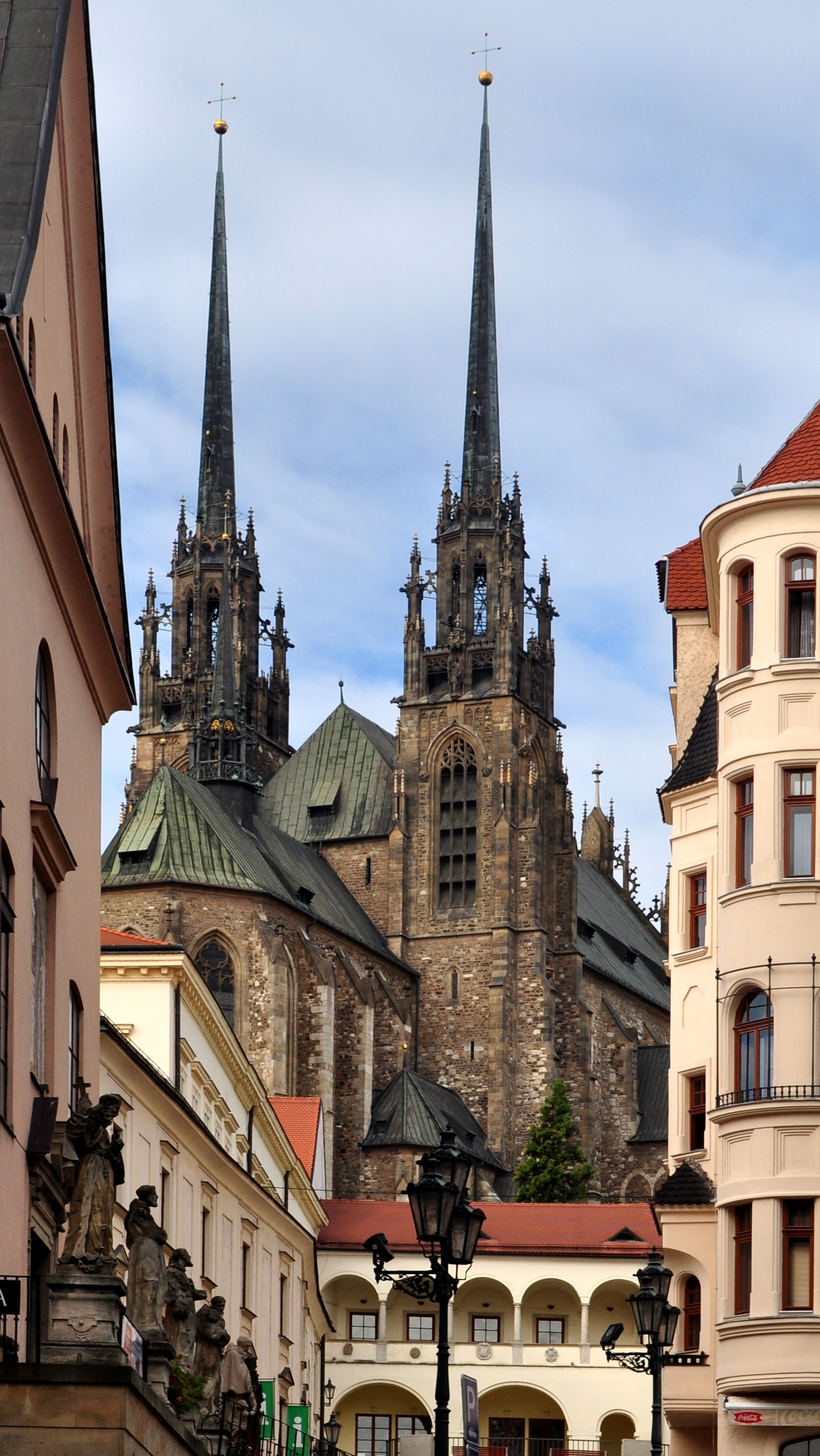
V katedrále na Petrově se dodnes zvoní poledne v 11 h

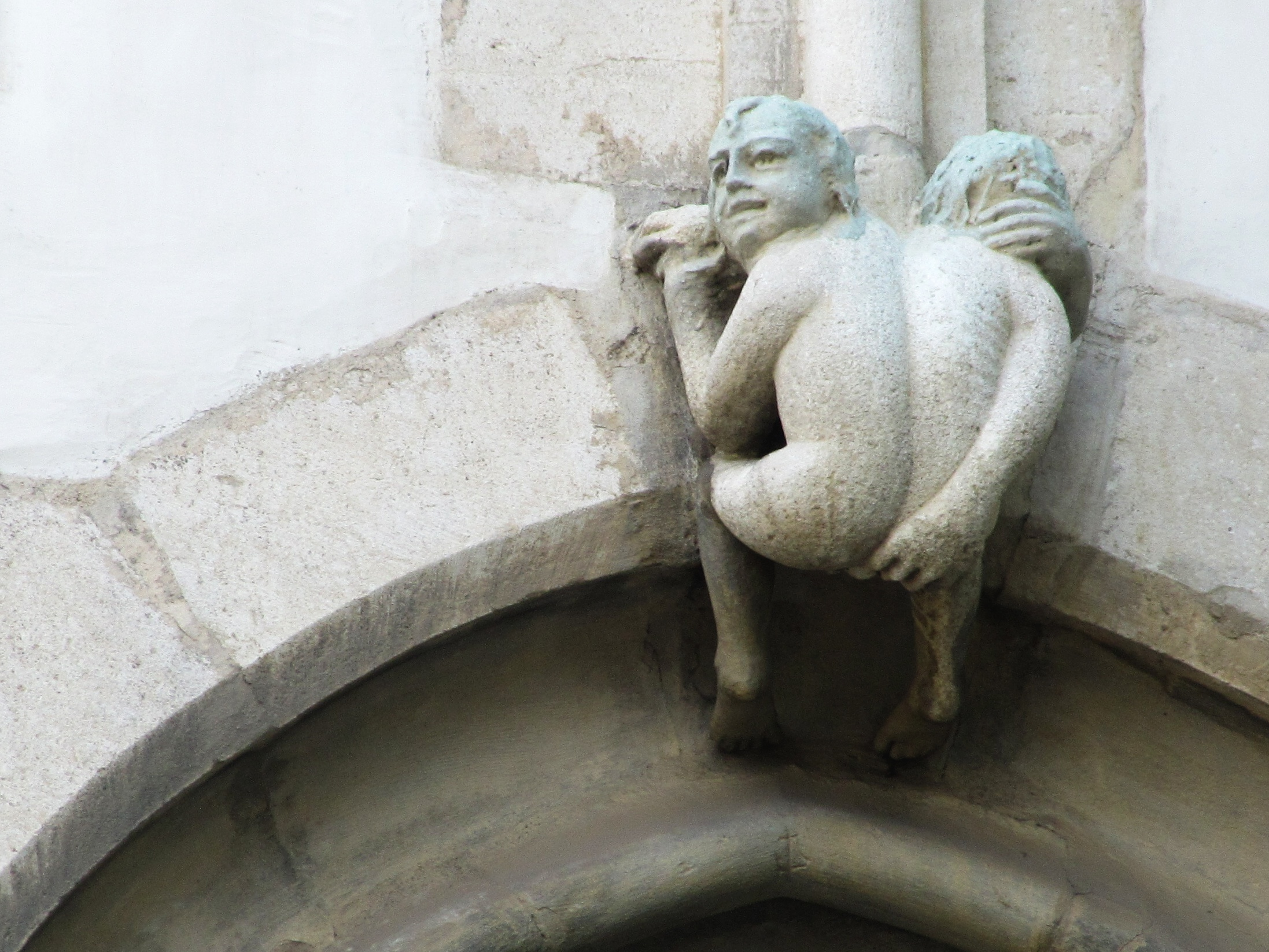
Neslušný mužíček na fasádě kostela sv. Jakuba

Brnu se věnuje mnoho tradičních pověstí.

## Pověsti z Brna

### Ozvonění na Petrově
Od května do srpna 1645 obléhal generál Lennart Torstenson Brno. Jednoho dne se zařekl, že buď Brno dobude, než začnou v kostele sv. Petra a Pavla na Petrově vyzvánět poledne, anebo obléhání zanechá. Když pak na město zaútočil a Brno bylo už takřka dobyto, stařičký zvoník se rozhodl, že dodá sílu obráncům tím, že jim zazvoní na zvon. Když tak učinil, Tortenson si myslel, že už je poledne, a od Brna odtáhl, ač bylo teprve 11 hodin. Od těch dob se v tomto kostele zvonilo poledne vždy už v 11 hodin.
Druhá varianta pověsti tvrdí, že Torstenson se tak zařekl na válečné poradě v předvečer posledního útoku na Brno a slyšel ho špehující Brňan. Následujícího dne, když bylo 11 hodin a zdálo se, že Brno padne, rozhodli se obránci nechat zvonit na Petrově poledne o hodinu dříve.

### Obrněnském drakovi

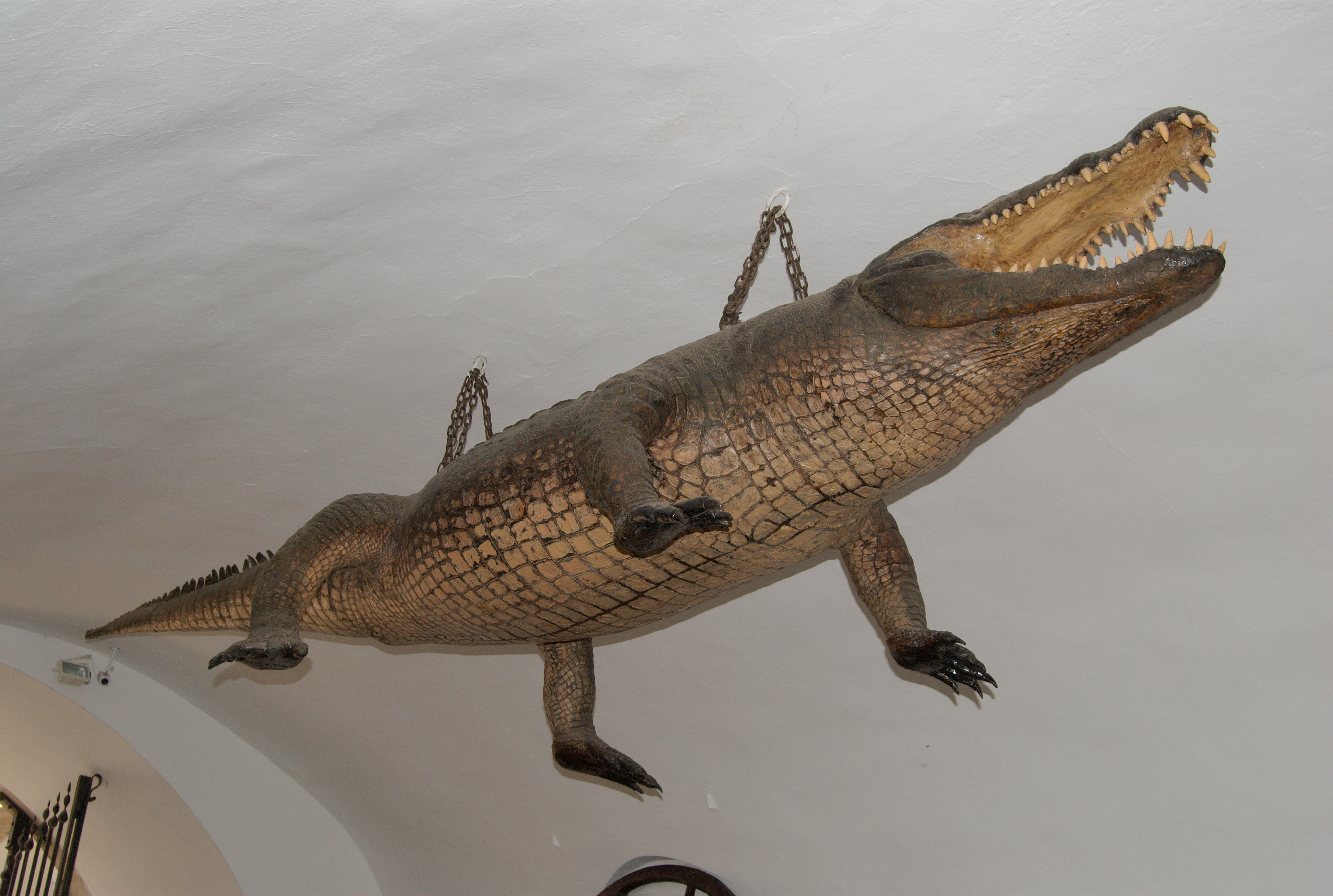
„Brněnský drak“ ve vchodu do Staré radnice

Další legenda se týká tzv. Brněnského draka, vycpaného krokodýla, který visí u stropu ve vchodu do Staré radnice. Traduje se, že kdysi v okolí Brna žil v řece zlý drak, který terorizoval široké okolí. Jeden z měšťanů dostal nápad, jak draka zabít. Zařízl býka, vyvrhl jeho vnitřnosti a místo nich do býka nasypal nehašené vápno a opět ho zašil. Býka  poté pohodil k řece, kde drak žil. Drak býka spatřil a celého ho sežral. Když ze břehu znovu vlezl do vody, nehašené vápno se začalo hasit a draka zevnitř zabilo. Na oslavu pak byl drak pověšen do vchodu Staré radnice.

### Okole na Staré radnici
Legenda o kole na Staré radnici se týká loukoťového kola, které je na zdi v témže portálu jako drak. Jednou se prý v hospodě v Lednici hosté vsadili s místním kolářem, že nedokáže následujícího dne dokutálet z Lednice do Brna loukoťové kolo od vozu, než se zavřou městské brány. Kolář však tvrdil opak a sázku přijal. Následujícího dne se tedy vydal na dlouhou cestu s kolem do Brna. Do města dorazil večer a proběhl s kolem bránu těsně před zavřením. Získal velké uznání a peníze. Na jeho počest bylo kolo pověšeno právě do vchodu Staré radnice.

### Neslušný mužíček
Když se na jižní straně kostela svatého Jakuba dobře díváte nahoru nad konec gotického oblouku, můžete uvidět jednu zvláštnost – neslušného mužíčka. Vypráví se, že se vrchnosti nahoře na Petrově a dole u Jakuba nikdy neměly moc rády. Proto jak se začaly současně stavět dva kostely, všichni čekali, co bude dál. Na Petrově měli více peněz, u Jakuba zase lepšího mistra stavitele. Dříve pracoval v cizině, dokonce na chrámu ve Štrasburgu. Svému řemeslu dobře rozuměl a práce mu šla rychle od ruky. Byl prý také velký šprýmař, kterého si oblíbili nejen jeho pomocníci, ale také brněnští měšťané. Stavba na Petrově se opožďovala. Dole ve městě si tropili žerty, že jakubský kostel bude dávno hotov, než na Petrově vůbec něco postaví. To Petrovské velmi nahněvalo. A protože měli větší moc, postarali se o to, že kameník od Jakuba musel zanechat práce a město opustit. Jen s těžkým srdcem mu to dole ve městě oznamovali. Náš mistr slíbil, že odejde, ale požádal o splnění jednoho přání: „Dovolte mně, abych směl dokončit to jediné okno, na kterém zrovna pracuji.“ Když okno dokončil a odkryl je, všichni byli překvapeni. Zjistili, že se mistr kameník těm na Petrově dokonale pomstil. Nad oknem, kde se sbíhají oblouky, dodnes můžete uvidět malého mužíčka, jak svůj holý zadek vystrkuje na ty nahoře, kteří ho z města vyhnali.
Málokdo ale ví, že v okně není jen jeden mužíček, ale jsou v něm dvě postavy. Neslušný mužíček je totiž vytesán v družném obětí s "neslušnou ženuškou". "Patrně šlo o žert kameníka, když takovou sochu umístil na církevní budovu," říká Jindřich Chatrný, vedoucí Pracoviště dějin architektury a urbanismu Muzea města Brna.

### Ofiálách

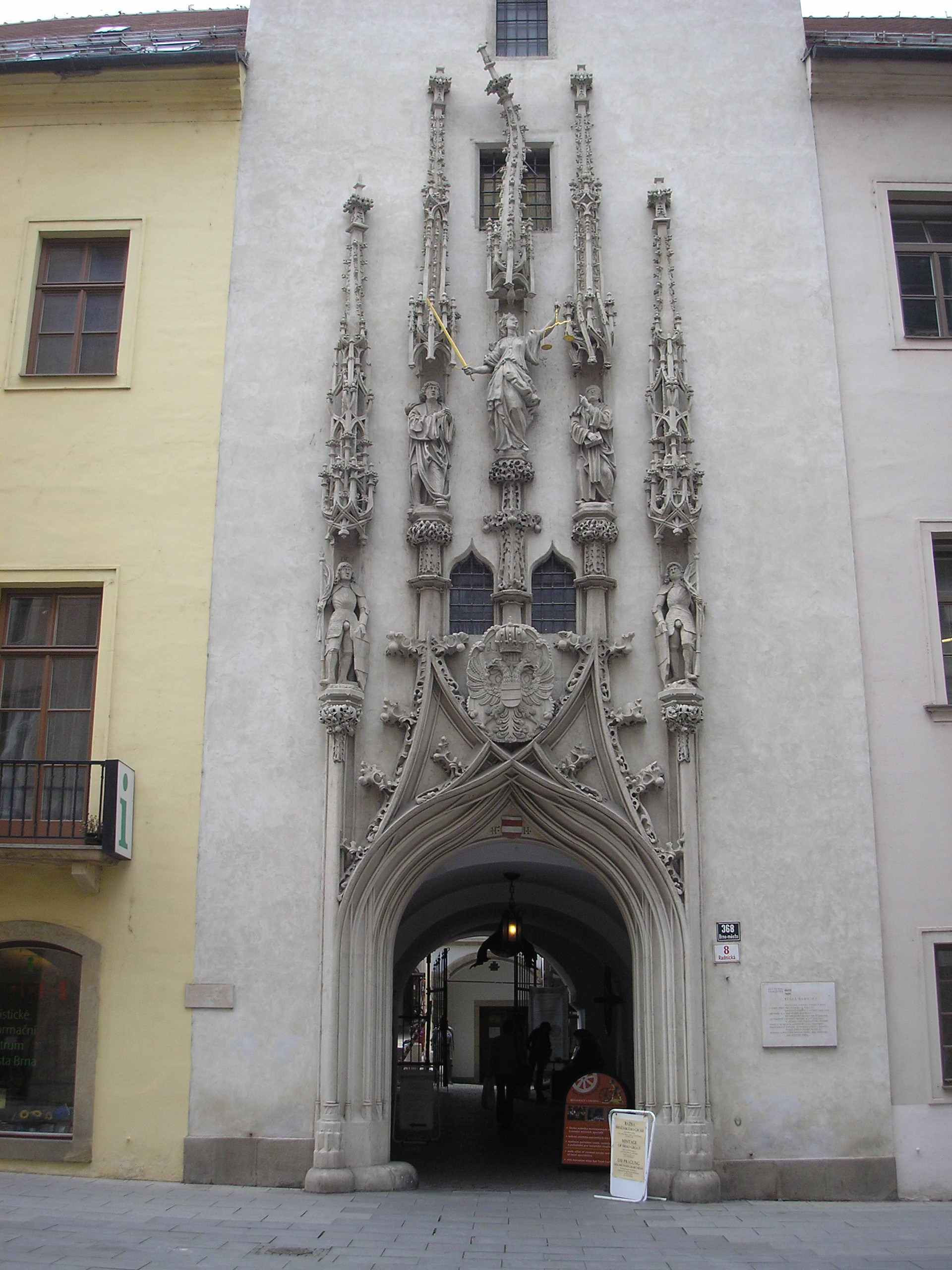
Fiály na portálu Staré radnice

Pověst vysvětluje, proč je jedna z fiál (věžiček) gotického portálu na Staré radnici křivá. Brněnští radní zadali schopnému staviteli Antonu Pilgramovi, aby vybudoval reprezentativní portál k radnici. Dohodli se s ním i na odměně a Pilgram začal stavět. Když však byl portál již téměř hotov, radní se při myšlence, že budou muset platit sjednanou sumu, začali ošívat a vymlouvat. Po dobrém to s radními nešlo a tak se Pilgram rozhodl za jejich drzost "pomstít" po svém a poslední věžičku na portálu pokřivil, aby ukázal, jak křivé je jednání brněnských radních. Než se nadáli, byl Pilgram pryč a již nebyl nikdo, kdo by věžičku napravil.
Informace, které lze vyčíst z archivních pramenů o Pilgramových povahových rysech, by mohly pověst potvrzovat; v pozdní gotice jsou ovšem podobné postupy běžnou manýrou a důkazem kamenického mistrovství, které s pevným materiálem dokázalo zacházet zdánlivě jako s těstem.